# Condado de Świdnik
Condado de Świdnik (polonês: powiat świdnicki) é um powiat (condado) da Polônia, na voivodia de Lublin. A sede do condado é a cidade de Świdnik. Estende-se por uma área de 468,97 km², com 72 282 habitantes, segundo o censo de 2005, com uma densidade de 133,94 hab/km².

## Divisões admistrativas
O condado possui:
Comunas urbanas: Świdnik
Comunas urbana-rurais: Piaski
Comunas rurais: Mełgiew, Rybczewice, Trawniki
Cidades: Świdnik, Piaski

## Demografia
População (dados de 30 de Junho de 2005):
|          | Total   | Total | Mulheres | Mulheres | Homens  | Homens |
| -------- | ------- | ----- | -------- | -------- | ------- | ------ |
|          | pessoas | %     | pessoas  | %        | pessoas | %      |
| Total    | 72 282  | 100   | 37 245   | 51,5     | 35 037  | 48,5   |
| Cidades  | 42 685  | 100   | 22 130   | 51,8     | 20 555  | 48,2   |
| Povoados | 29 597  | 100   | 15 115   | 51,1     | 14 482  | 48,9   |